# Haoussas
Cet article concerne le peuple haoussa. Pour la langue haoussa, voir Haoussa.
Les Haoussas sont un peuple du Sahel essentiellement établi au nord du Nigeria et du Cameroun et dans le sud du Niger. Ils constituent une des ethnies les plus importantes d'Afrique par leur nombre. La région qu'ils habitent depuis des siècles porte le nom de pays Hausa (kasar hausa ou Hausaland en anglais). Ils parlent la langue haoussa qui appartient au groupe des langues tchadiques, un sous-groupe de la famille des langues afro-asiatiques, qui sert aussi de langue véhiculaire à d'autres populations. Agriculteurs et artisans, les Haoussas ont développé une civilisation urbaine fondée sur la commercialisation d'un artisanat du cuir, du fer, du tissage et des produits agricoles. Aujourd'hui, la plupart d'entre eux vivent toujours dans des petits villages où ils pratiquent la culture vivrière, le commerce et élèvent du bétail. Des commerçants ont émergé comme Aliko Dangoté issu de la communauté Haoussa du Nord Nigeria

## Ethnonymie
Selon les sources et le contexte, on rencontre de multiples formes : Abakwariga, Afnu, Afuno, Afunu, Al-Hausin, Arna, Aussa, Azna, Bunjawa, Gambari, Haoussa, Haoussas, Hausaawaa, Hausa, Hausas, Hausawa, Haussa, Tukrik (Erythrée), Ganbaru (Bénin), Mgbakpa, Zangoego (singulier) Zangoetto (pluriel) au Burkina Faso

## Population

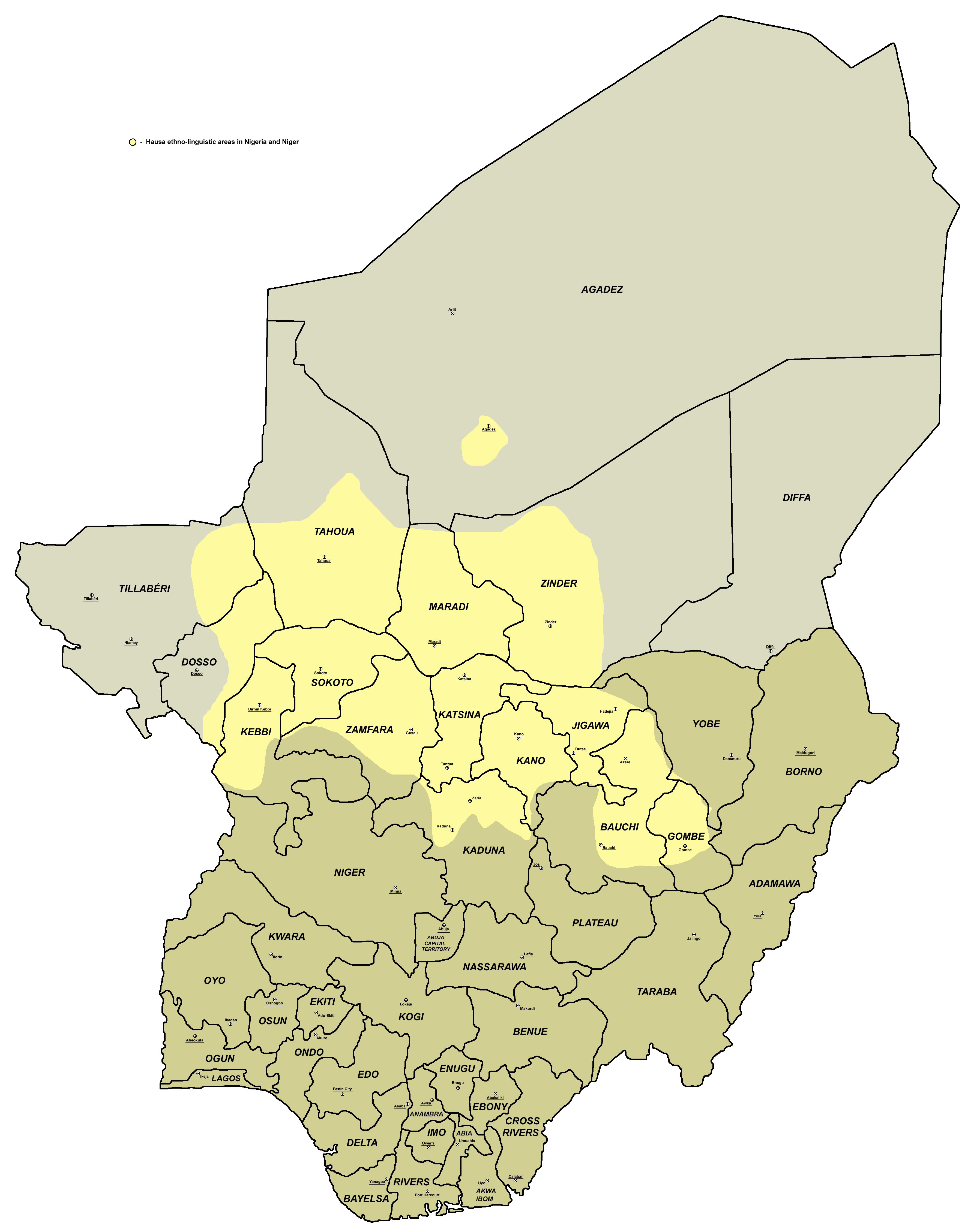
En jaune la répartition des Haoussas au Niger et Nigeria

Les Haoussas représentent 22 % de la population du Nigeria, où ils forment l'une des big three, les trois plus grandes ethnies du Nigeria (avec les Yoruba et les Igbos).
Au Niger, ils représentent 55 % de la population.
D'importantes communautés se trouvent aussi à l'ouest du Tchad, au nord du Bénin, au Ghana, au nord du Cameroun, et à l'est du Mali. Quelques petites communautés sont éparpillées à travers l'Afrique de l'Ouest ainsi que sur la route du pèlerinage musulman du hajj qui part de l'Afrique de l'Ouest et passe par le Tchad et le Soudan. Beaucoup d'Haoussas se sont établis vers les grandes villes côtières d'Afrique de l'Ouest comme Lagos, Accra, et Cotonou ou vers la Libye, partant à la recherche de travail.
Les Haoussas ont migré vers plusieurs pays d'Afrique de l'Ouest (Burkina Faso, Ghana…) avant l'arrivée de colons, ils transportent le kola entre le Ghana et le Nigeria,.
Des communautés haoussas sont présentes en Côte d'Ivoire depuis plusieurs siècles.
Il existe un mouvement séparatiste, présent au Nigeria, et au Niger, qui souhaite réunir les Haoussas en une seule nation.[réf. nécessaire]. Les éleveurs et agriculteurs Haoussas présents aux frontières entre le Niger et le Nigeria dénoncent les frontières instituées au temps de la période coloniale. Cependant, il n'y a aucun leader charismatique de nos jours qui pourrait prétendre à réunir tous les Haoussas en un seul pays, ce qui pourrait cependant arriver un jour, si des conditions pouvaient faire naître un nationalisme haoussa et pan-haoussa[Interprétation personnelle ?].

## Langue

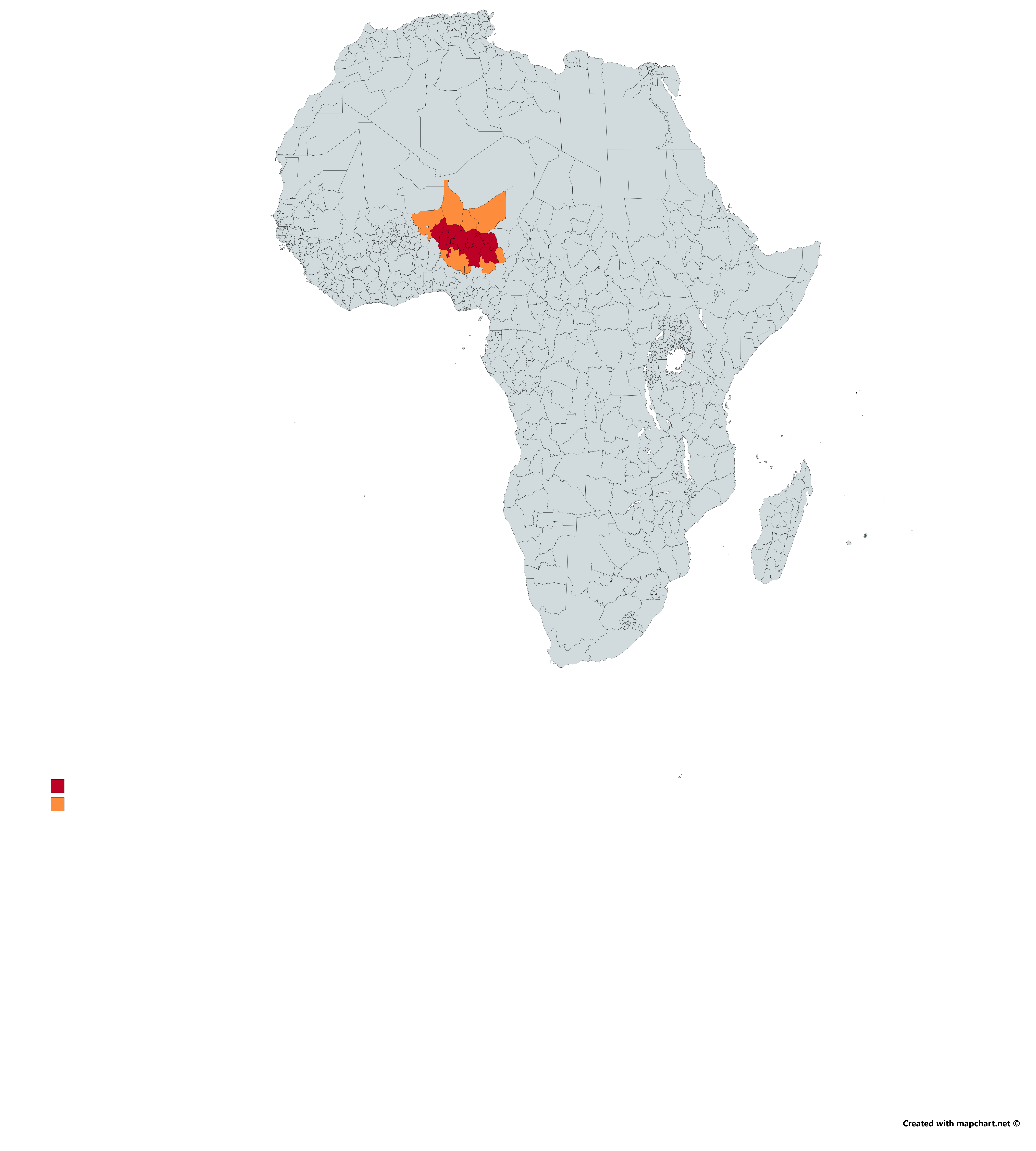
Dispersion du peuple Haoussas.

Le haoussa fait partie de la famille des langues afro-asiatiques (dite aussi chamito-sémitique) et appartient au groupe des langues tchadiques, dont le haoussa est la langue comptant le plus de locuteurs (et à un des quatre sous-groupe de ce dernier, celui des langues tchadiques occidentales).
À partir de 1500, les Haoussas utilisèrent une écriture arabe modifiée, l'ajami, pour écrire leur langue.
Avec cinquante millions de locuteurs, elle est une devenue une importante langue véhiculaire africaine, le deuxième idiome le plus parlé du continent. Elle est de plus en plus utilisée dans les travaux universitaires, tout comme dans l'administration, au détriment des langues anglaise et française.
Au Niger, il a été reconnu comme l'une des dix « langues des communautés constituant la nation nigérienne », depuis 2025 elle est également la langue officielle du Niger, avec le français comme langue de travail.
Au Burkina Faso le Haoussa compte parmi les 63 langues locales du pays.

## Histoire
Compte tenu de l'appartenance du haoussa à la famille afro-asiatique, qui compte aussi notamment l'arabe et le berbère, il semble qu'une population installée dans le massif de l'Aïr (dans le nord de l'actuel Niger) ait migré vers le sud en raison de la désertification et que sa langue ait été ensuite adoptée par les autochtones, pourtant beaucoup plus nombreux.
La ville de Kano est considérée comme le centre du commerce et de la culture du royaume Haoussa. En termes de relations culturelles avec les autres peuples d'Afrique de l'Ouest, les Haoussas sont culturellement et historiquement proches des Mandingues, des Songhaïs et des Touaregs ainsi que d'autres groupes afro-asiatiques et nilo-sahariens, plus à l'est, au Tchad et au Soudan.
Étroitement liée aux Kanouris du royaume du Kanem-Bornou (lac Tchad), l'aristocratie haoussa a adopté l'islam au XIe siècle. Au XIIe siècle, les Haoussas devenaient l'une des nations les plus puissantes d'Afrique sub-saharienne. Ils se montrèrent puissants et unis pour s'engager dans les conquêtes locales, le commerce et le trafic d'esclaves.
Au XIVe siècle, les cités-États haoussas de Biram, Daura, Katsina, Zaria, Kano, Rano et Gobir existent déjà. Elles sont organisées selon le système de la sarauta, un modèle politique très structuré, avec la nomination d'un sarki à leur tête. Cette civilisation est urbaine et aussi belliciste, car les conflits entre les cités sont nombreux.
Ces cités jouissent d'une économie florissante, fondée sur le commerce, l'artisanat (fer et cuir) et aussi la culture des céréales.
L'architecture haoussa est peut-être une des moins connues, mais est l'une des plus belles de l'époque médiévale. Beaucoup de leurs premières mosquées sont lumineuses et colorées et montrent souvent des gravures complexes ou des dessins symboliques élaborés sur les façades. Les Haoussas ont écrit plusieurs histoires dont la plus célèbre est la Chronique de Kano.
Au début du XIXe siècle, un mouvement de réforme islamique et de guerre sainte (jihad) animé par des lettrés coraniques peuls soutenus par une fraction de l'ethnie nomade peule présente sur les terres des Etats haoussa devait modifier très sensiblement la structure du monde haoussa et sa culture. En 1810, les Peuls conquièrent les États haoussas sous l'impulsion d'Usman dan Fodio, qui devient calife et fonde l'empire de Sokoto. Par la suite, les sédentaires haoussas se sont de plus en plus convertis a l'islam réformé des vainqueurs, et réciproquement ceux-ci ne tardèrent pas à être absorbés dans la culture fortement assimilationniste des Haoussas.
Les Français les incorporent dans les troupes coloniales sous le nom de tirailleurs haoussas (puis parmi les tirailleurs sénégalais).
Dans le cadre du système de l'indirect rule, les Britanniques, lorsqu'ils conquerront la zone en 1903, s'appuieront sur les émirs et les sultans du califat de Sokoto pour gouverner.
Les Haoussas restent prééminents au Niger et au nord du Nigeria. Leur poids au Nigéria est très important car l'ensemble Haoussas-Peuls a dirigé la politique du pays depuis son indépendance. Ils restent l'une des civilisations les plus largement et historiquement enracinées en Afrique occidentale.

## Culture
Comme la plupart des sociétés de la savane et du sahel sub-saharien, la culture haoussa appartient au vaste ensemble souvent qualifié de « civilisation soudanaise » lequel s'étend des côtes guinéennes et sénégalaises au Nil, et du désert à la forêt.
Cette culture est imprégnée d'emprunts à diverses civilisations avec lesquelles elle est en contact étroit depuis des siècles. Elle exerce une attraction croissante sur les populations environnantes dont elle intègre progressivement des fractions de plus en plus nombreuses.

### Vêtements

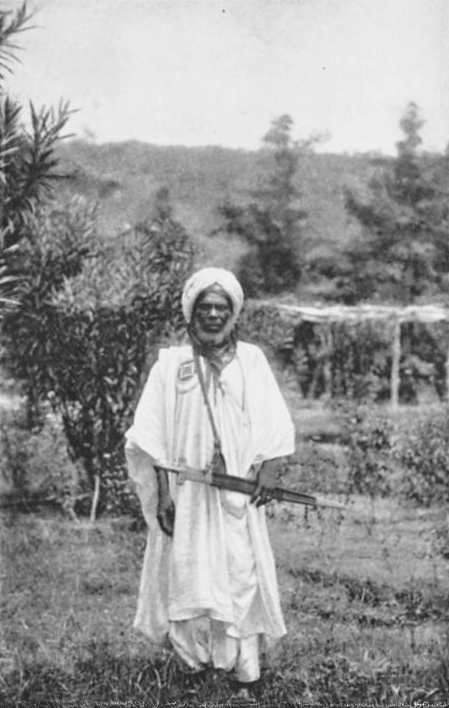
Un Haoussa en 1900.

Les Haoussas, comme toutes les ethnies islamisées, couvrent traditionnellement leur corps de vêtements amples. Les femmes portent de grandes robes ; les hommes, de tuniques et des pantalons sous de larges boubous colorés. Une calotte ou un turban complète l'ensemble. Sur certains boubous, richement brodés par les hommes, les motifs couvrent le flanc gauche et remontent autour de l'encolure. Ces motifs représentent : les « huit couteaux » qui, selon la tradition, protègent du mauvais œil ; la spirale « tambour du roi » et les entrelacs, un dessin omniprésent que l'on retrouve jusque sur les murs extérieurs des maisons. La broderie de ces motifs se perd dans l'ampleur des plis du somptueux vêtement.

### Littérature
Arthur John Newman Tremearne, anthropologue anglais, a publié en 1913 l'ouvrage Hausa superstitions and customs: an introduction to the Folk-Lore and the Folk, qui recense des croyances, coutumes et contes de ce peuple.
Jacques Pucheu a fait paraître en 1982 Contes haoussa du Niger.

## Religion

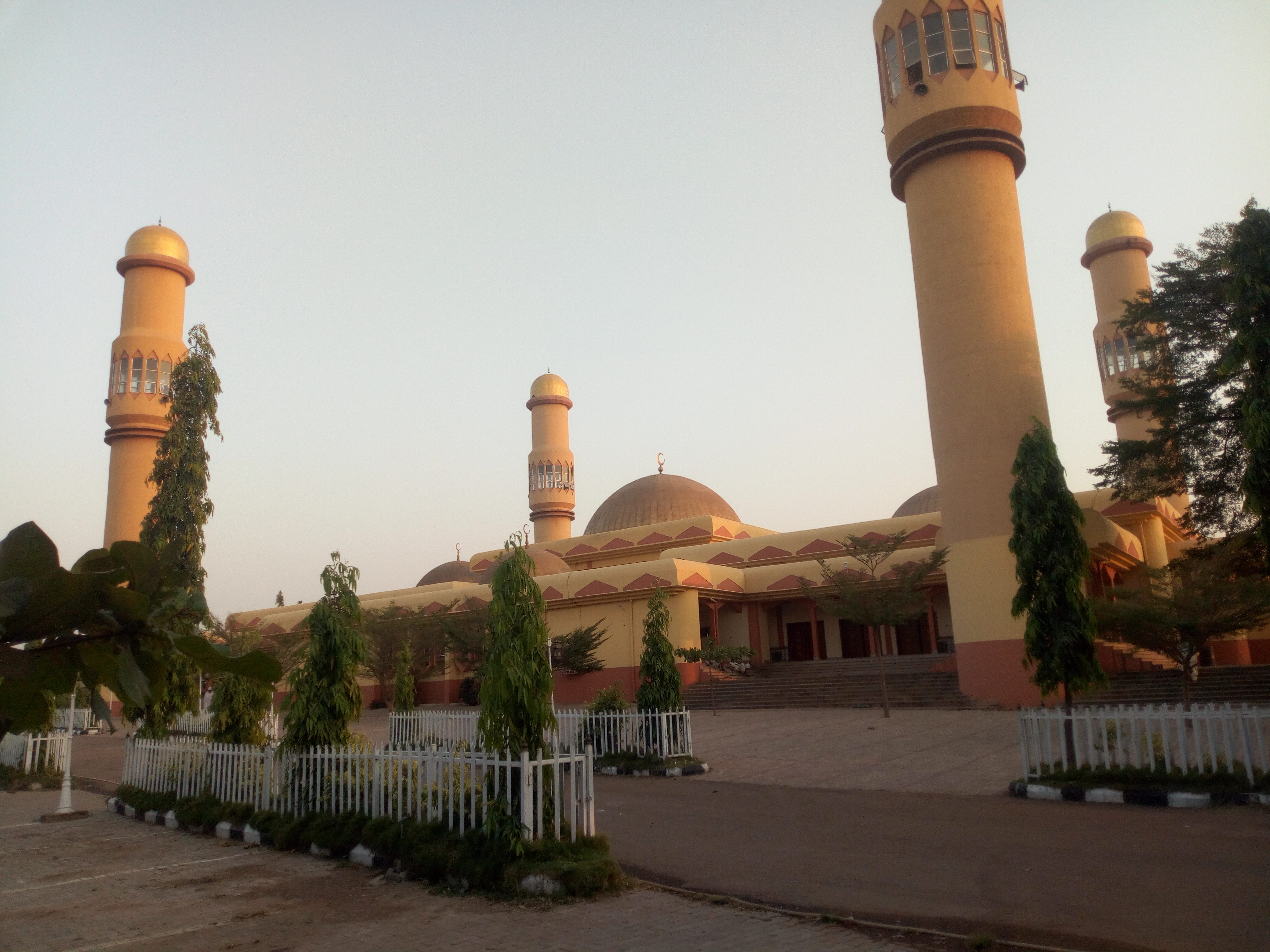
Mosquée centrale de l'Etat de Kaduna, Nigéria (lieu de culte des musulmans de cet Etat)

Les Haoussas ont une culture antique qui s'est étendue sur une grande aire géographique et qui a été longtemps liée aux Arabes et à d'autres peuples d'Afrique de l'ouest comme les Mandingues, les Peuls et même les Wolofs de Sénégambie grâce au commerce, fait sur de longues distances.
L’islam a pénétré dans les régions haoussas pendant le XIVe siècle par l’intermédiaire de voyageurs et commerçants venus du Borno voisin ou des régions situées au nord du Sahara.
Les zones rurales ont généralement conservé leurs croyances animistes ; ainsi les chefs urbains se sont appuyés sur les deux types de croyances (islamiques et animistes) pour légitimer leur pouvoir. Les disciples musulmans du début du XIXe siècle désapprouvèrent la religion hybride pratiquée dans les cours royales et le désir de réforme a été le motif principal du jihad lancé par Usman dan Fodio qui a abouti à la création du califat de Sokoto. Ce jihad, puis l'administration du califat de Sokoto, est à l'origine de la diffusion de l'islam dans les zones rurales.
Maguzawa, la religion animiste, était pratiquée de manière importante avant l'arrivée de l'islam. Dans les régions les plus reculées, cette pratique est restée intacte, mais plus on se rapproche des centres urbains, plus elle se fait rare jusqu'à disparaitre complètement. Cette pratique inclut des sacrifices animaux à des fins personnelles et ses pratiquants considèrent illégitime l'utilisation de la magie maguzawa pour faire le mal[pas clair]. Ce qu'il en reste dans les zones les plus peuplées est un culte appelé Bori qui conserve les éléments animistes et magiques de l'ancienne religion. La classification Bori de la réalité contient une quantité innombrable d'esprits dont beaucoup ont un nom et possèdent des pouvoirs définis. Alors que les Malamais condamnent les rites, cérémonies et croyances boris, la population haoussa musulmane vit en paix avec les Boris. De nombreux Boris se qualifient eux-mêmes de musulmans, et beaucoup de musulmans rejettent l'orthodoxie totale et s'autorisent à utiliser la magie bori qu'ils pensent bonne pour éloigner le mauvais esprit de leur maison.
L'islam et le bori sont en fait complémentaires dans les communautés haoussas, car la confrérie soufie Qadiriyya comporte des éléments d'animisme comme les esprits appelés djinns et certains charmes (malamais) utilisés sont considérés comme des éléments magiques. Comme on peut le conjecturer, cet islam ne suit pas strictement les écritures coraniques, ce n'est donc pas une orthopraxie. Au lieu de la loi islamique, la loi haoussa s'inspire d'une pratique islamique appelée ijmâ', ce qui signifie consensus. Lorsqu'une communauté s'accorde sur un certain culte envers Dieu ou sur la nature de dieu, cela fait généralement loi. Certaines croyances vont même à l'encontre des dogmes coraniques, comme les miracles attribués à Mahomet ainsi que la croyance en des saints. Les pratiques coraniques qui ont persisté chez les haoussas sont le hajj et les cinq prières quotidiennes en direction de La Mecque. Il existe d'autres rituels non coraniques mais liés à l'islam, comme le port du turban et de la djellaba. Durant les fêtes musulmanes comme la nouvelle année ou le Mawlid, les gens s'offrent des présents.[Information douteuse]

### Littérature orale
- Jacques Pucheu (dir.), Contes haoussa du Niger, Karthala, Agence de coopération culturelle et technique, Paris, 1982, 220 p.  (ISBN 2-86537-051-8)

### Études
- (en) Hauwa Mahdi, Gender and citizenship : Hausa women's political identity from the Caliphate to the Proctectorate, Göteborg University, 2006, 340 p.  (ISBN 91-88614-58-1) (thèse)
- (en) Friedrich Wilhelm Schwerdtfeger, Hausa urban art and its social background : external house decorations in a Northern Nigerian city, Münster ; Londres, Lit, 2007, 380 p.  (ISBN 3-8258-5643-7)
- Veit Erlmann et Habou Magagi, Girkaa : une cérémonie d'initiation au culte de possession bòorii des Hausa de la région de Maradi (Niger), D. Reimer Verlag, 1989, 173 p.  (ISBN 9783496009573)
- Graham Furniss, De la fantaisie à la réalité dans la littérature haoussa en prose ; suivi de Pourquoi étudier la poésie haoussa ?, Centre d'étude d'Afrique noire, Institut d'études politiques de Bordeaux, Talence, 1991, 21 p.  (ISBN 2-908065-10-X)
- Jacqueline Monfouga-Nicolas, Ambivalence et culte de possession : contribution à l'étude du Bori hausa, Éd. Anthropos, Paris, 1972, 384 p.
- Oumarou Moussa, La Culture arabo-islamique, les Haoussas du sud-Cameroun (le cas de Yaoundé) et l'intégration nationale, Université de Paris 3, 1987, 324 p. (Thèse)
- Guy Nicolas, Dynamique sociale et appréhension du monde au sein d'une société hausa, Institut d'ethnologie, 1975, 661 p.
- Mary F. Smith (dir.), Baba de Karo, l'autobiographie d'une musulmane haoussa du Nigeria, Plon, Paris, 1969, 354 p.